# HDBaseT
HDBaseT är en ny standard för överföring av bild och ljud via cat5/6-kablar. Denna standard är under utveckling av Samsung, Sony, LG och Valens Semiconductor. HDBaseT ses som en framtida ersättare för HDMI
Kabeln kan bära okomprimerad HD-video, audio, 100Base-TX Fast Ethernet, upp till 100 watt effekt, har stöd för 3D-video och längden på kabeln kan vara upp till 100 meter.
Produkter med HDBaseT förväntas komma ut på marknaden i slutet av 2010 eller början av 2011.
.
.